# Sevelamer
Sevelamér je neabsorptivni polimer, ki veže fosfate v črevesu in se uporablja za zdravljenje hiperfosfatemije pri bolnikih z odpovedjo ledvic, ki so na hemodializi, in tudi pri bolnikih s kronično boleznijo ledvic, ki ne prejemajo dialize in imajo raven fosforja v serumu vznatno povišano.
Na tržišču je pod zaščitenima imenoma Renagel (kot sevelamerijev klorid, v obliki filmsko obloženih tablet) in Renvela (kot sevelamerijev karbonat, v obliki tablet in praška za pripravo peroralne suspenzije), proizvajalca Sanofi-aventis.

## Mehanizem delovanja
Bolniki s hudo boleznijo ledvic ne morejo izločati fosfata iz svojega telesa. To povzroči hiperfosfatemijo, ki lahko dolgoročno povzroči zaplete, kot je bolezen srca. Sevelamer je vezalec fosfata. V svoji kemijski zgradbi vsebuje več aminov, ki jih loči ogljik iz polimerne verige. Ti amini postanejo delno protonirani v črevesju in medsebojno delujejo s fosfatnimi molekulami prek ionske in vodikove vezi. Ker veže fosfate v prebavilih, sevelamer znižuje koncentracijo fosfata v serumu.

## Interakcije
Pri hkratni peroralni uporabi ciprofloksacina in sevelamerja ali drugih polimerov, ki vežejo fosfat, se zmanjša absorpcija ciprofloksacina.
Sevelamer se ne absorbira in lahko vpliva na biološko uporabnost drugih zdravil. Pri dajanju
katerih koli zdravil, pri katerih ima lahko zmanjšana biološka uporabnost klinično značilen vpliv na varnost ali učinkovitost, je treba zdravilo vzeti vsaj eno uro pred ali tri ure po uporabi sevelamerja, ali pa mora zdravnik razmisliti o nadzoru ravni v krvi.

## Neželeni učinki
Najpogostejši neželeni učinki, ki jih povzroča sevelamer, so: bruhanje (pri 22 % bolnikov), slabost (20 %)
(19 %), dispepsija (16 %), nazofaringitis – vnetje zgornjega dela žrela (14 %), bolečine v okončinah (13 %), srbež (13 %), bolečine v sklepih (12 %), bronhitis (11 %), dispneja (10 %), povišan krvni tlak (10 %).